# Fred Mifflin
Fred J. Mifflin (6 de febrero de 1938 - 5 de octubre de 2013) fue un almirante de las fuerzas canadienses y un político.
Después de retirarse de 32 años de servicio en la Marina Real Canadiense, Mifflin entró en la política y fue elegido para la Cámara de los Comunes canadiense en la elección 1988. Mifflin se convirtió en el miembro liberal del parlamento (MP) para Terranova y Labrador de Bonavista-Trinity-Concepción.
Después de que los liberales llegaron al poder bajo el liderazgo de Jean Chrétien, en las elecciones de 1993, Mifflin fue nombrado secretario parlamentario de los ministros de defensa nacional y asuntos de los veteranos en el mismo día que su primera nieta nació.
En 1996, fue nombrado miembro del gabinete como ministro canadiense de Pesca y Océanos. En un cambio de gabinete de 1997, fue nombrado Ministro de Asuntos de los Veteranos y el secretario de Estado para la Atlantic Canada Opportunities Agency. Mifflin decidió que no iba a cadidatizar en las próximas elecciones generales, y se bajó del Consejo de Ministros en agosto de 1999. Él no se candidateó para la reelección en las elecciones de 2000.
Apoyó a Stéphane Dion por el liderazgo del Partido Liberal. Mifflin murió el 5 de octubre de 2013, con su esposa a su lado.